# Morris Peterson
Morris Russell Peterson, Jr. (* 26. August 1977 in Flint, Michigan) ist ein ehemaliger US-amerikanischer Basketballspieler.

## Karriere
Peterson begann seine Karriere beim NCAA-College-Team der Michigan State University, deren Spartans er 2000 zur NCAA Division I Basketball Championship führte. Im Jahr 2001 wurde er in das NBA All-Rookie First Team berufen.
Nach dem Abgang von Vince Carter übernahm er die Position des Small Forward im Team der Toronto Raptors und war über Jahre nomineller Starter.
Er hat sich rasch gesteigert und startet nun für die Raptors. In der NBA-Saison 05/06 kam er auf eine Durchschnittspunktzahl von 17 Zähler, bei 5 Rebounds und 2 Assists.
Da Morris Peterson die Erwartungen der Raptors in der Saison 06/07 nicht erfüllen konnte, wurde sein Vertrag nicht verlängert. Er unterschrieb einen Vierjahresvertrag bei den New Orleans Hornets. Zur NBA-Saison 2010/11 wechselte er zu den Oklahoma City Thunder, bei denen er insgesamt bloß 4 Spiele absolvierte. Seit der NBA-Saison 2011/12 stand er nicht mehr in deren Kader.